# Peziza atrovinosa
Peziza atrovinosa är en svampart som beskrevs av Cooke & W.R. Gerard 1875. Peziza atrovinosa ingår i släktet Peziza och familjen Pezizaceae.   Inga underarter finns listade i Catalogue of Life.